# ستيف كرامر
ستيف كرامر (بالإنجليزية: Steve Kramer)‏ هو كاتب سيناريو وممثل أمريكي، ولد في 1 مارس 1948 في الولايات المتحدة.

## الأعمال
- إيزنوغود

## وصلات خارجية
- ستيف كرامر على موقع IMDb (الإنجليزية)
- ستيف كرامر على موقع ANN person (الإنجليزية)